# Qualifications de la zone Océanie pour la Coupe du monde de rugby à XV 2015
Navigation
Qualifications coupe du monde 2011 Qualifications coupe du monde 2019
Les qualifications de la zone Océanie pour la Coupe du monde de rugby à XV 2015 opposent le vainqueur de la Pacific Nations Cup au gagnant de la Coupe d'Océanie. Les éliminatoires de la compétition se déroulent du 25 mai 2013 au 28 juin 2014. Le vainqueur participe à la compétition finale au titre d'Océanie 1.

## Liste des participants
- Îles Cook
- Papouasie-Nouvelle-Guinée
- Îles Salomon
- Tahiti
- Fidji

## Tour final
| 28 juin 2014 15 h 00 | Îles Cook | 6 - 108 | Fidji | Churchill Park, Lautoka Arbitre : Nick Briant |
| 28 juin 2014 15 h 00 |           |         |       | Churchill Park, Lautoka Arbitre : Nick Briant |
| 28 juin 2014 15 h 00 |           |         |       | Churchill Park, Lautoka Arbitre : Nick Briant |